# Little Annie Fanny
Little Annie Fanny é uma série de quadrinhos eróticos de Harvey Kurtzman e Will Elder. Foi publicada irregularmente entre outubro de 1962 a setembro de 1988 e separado junto à revista playboy, totalizando 107 histórias, publicadas em uma coletânea, mais tarde, pela Dark Horse Comics. Little Annie Fanny é uma sátira da sociedade norte-americana contemporânea e seus valores morais.